# Ranking of Kings
«Ranking of Kings» (яп. 王様ランキング О:сама Ранкингу, «Рейтинг королей») — манга авторства Сосукэ Токи, изначально публиковавшаяся с мая 2017 года на сайте любительских публикаций Manga Hack компании Echoes, а позже изданная издательством Enterbrain в четырнадцати танкобонах. На её основе студией Wit Studio был снят аниме-сериал, транслировавшийся с октября 2021 года по март 2022 года.

## Сюжет
Название серии отсылает к одноименной системе, с помощью которой комитет, действующий заочно от имени расы могущественных магических существ, известных как «Боги», оценивает могущество и процветание многих королей мира смертных. Король, которому завещано первое место в рейтинге, имеет право на подарок из «Хранилища Божественных сокровищ», легендарной крепости, наполненной несметными богатствами и священными артефактами. Хотя не все короли всерьез стремятся к этой власти, существование рейтинга и амбиции тех, кто стремится занять его вершину, формируют движущую силу повествования.
История о маленьком принце по имени Боджи, который глухонемой, но прежде всего наивен, потому что, несмотря на множество критических замечаний со стороны своего народа по поводу его восшествия на престол, он делает все возможное и мечтает стать величайшим из королей. Однажды он встречает Кагэ, выжившего из уничтоженного клана ассасинов, который понимает его слова, несмотря на то, что Боджи не может говорить из-за своей инвалидности. История следует за парой, когда они путешествуют по миру со всеми его приключениями и тьмой.
Провоцирующим инцидентом первой арки сериала является смерть отца Боджи, короля Боссе, легендарного воина-гиганта, который в расцвете сил был широко известен как самый сильный человек в мире. В то время как право Боджи на престолонаследие подтверждено Боссе на смертном одре, среди королевского двора есть те, кто считает, что физические недостатки Боджи делают его непригодным для правления и что его высокомерный (но физически способный) младший сводный брат, принц Дайда, больше подходит для восхождения. Главным среди этих несогласных является вдова Боссе и мать Дайды, королева Хиллинг, которая призывает провести голосование, чтобы обойти завещание Боссе и отказаться от права Боджи на престолонаследие. Голосование принято, и Дайда восседает на троне.
Будучи лишенным своего права по рождению, Боджи просит, чтобы ему позволили отправиться в путешествие, чтобы он мог набраться опыта и стать сильнее. Хиллинг, которая когда-то испытывала большую привязанность к Боджи и считала его своим собственным сыном, неохотно соглашается. Без ведома их обоих, Дайда, под влиянием загадочной фигуры, привел в действие зловещий заговор, чтобы укрепить свою власть и достичь позиции номер один в Рейтинге королей.

## Персонажи
Боджи (яп. ボッジ Боджи) — главный герой истории и первый принц Королевства Боссе. Рожденный глухим и крошечного роста, он был предметом насмешек и презрения многих во дворце и королевстве. Несмотря на свою инвалидность, Боджи мечтает стать сильным королем, как его отец, и всегда старается сохранять улыбку перед другими. Он известен своей добротой (которая принесла ему много неожиданных союзников), трудолюбием и интуицией, которая позволяет ему читать по губам и знать, что говорят люди. Он также обладает чрезвычайной ловкостью и способностью уворачиваться, нетрадиционной для королей, которые склонны полагаться на силу, и, как и все представители его расы, невосприимчив к яду. После коронации Дайда он и Кагэ отправились в путешествие. Его имя — это игра слов в японском языке «бокки», которое означает кого-то, у кого нет друзей.
Сэйю: Минами Хината
Кагэ (яп. カゲ Кагэ) — последний оставшийся в живых член клана теней и компаньон Боджи. Родившийся в клане убийц, Кагэ был маленьким ребенком, когда стал свидетелем того, как вся его семья была убита королевством, которому они служили. Ему единственному удалось сбежать, скитаясь он набрёл на одного бандита, который использовал его навыки для грабежа, в конце концов его компаньона убивают в потасовке. Закаленный суровым образом жизни, используя способности своего клана, Кагэ вырос и стал зарабатывать на жизнь разбоем. В конце концов он встречает Боджи, сначала он грабит его, но потом доброта и простота Боджи трогают Кагэ, и он обещает быть верным другом. Бэбин поручает ему следовать за Боджи и защищать его в этом путешествии. «Кагэ» в переводе с японского означает «тень».
Сэйю: Аюму Мурасэ
Дайда (яп. ダイダ Дайда) — младший сводный брат Боджи, родной сын королевы Хилинг и нынешнего короля. Как и Боджи, он трудолюбив и жизнерадостен, но в его силе есть доля гордости и высокомерия, которые, кажется, он унаследовал от отца. В глубине души он тайно завидует своему брату, который, по его мнению, смог добиться всеобщей любви и положения короля без каких-либо усилий. Во время, предшествующее его коронации, Дайда манипулирует волшебным зеркалом и насильно становится сосудом для реинкарнации Боссе.
Сэйю: Юки Кадзи
Хилинг (яп. ヒリング Хирингу) — королева, мать Дайды и мачеха Боджи. Раньше она была более заботливой и нежной с Боджи, но после рождения Дайды стала более строгой и практичной личностью в отношении королевских дел, в конечном счете посчитав Боджи непригодным для правления. Несмотря на то, что она очень критично относится к Боджи, она дорожит им так же сильно, как и своим родным сыном, часто тратя много энергии, чтобы залечить любые полученные им травмы. Она позволяет Боджи отправиться в путешествие с Домесом и Хокуро, указывая, что им нужно добраться до дома её родителей. Её имя происходит от английского слова «healing» — исцеление.
Сэйю: Рина Сато
Домас (яп. ドーマス Домасу) — величайший мастер меча в королевстве Боссе, чей стиль владения мечом отражает силу короля Босса. Его назначили наставником Боджи, и хотя он очень дорожил принцем, решил, что у него никогда не будет власти, равной власти его отца, и отказался от него. В попытке подтвердить свою верность единому лорду, он клянется в верности Дайде и пытается убить Боджи, столкнув его в пропасть подземного царства. Охваченный сожалением, он позже отрезает себе правую руку и спасает Хокуро от казни, намереваясь обучить его, чтобы тот стал сильнее.
Сэйю: Такуя Эгути
Бэбин (яп. ベビン Бэбин) — учитель Дайды, который очень заботится о своем господине и помог сдержать смертоносное влияние волшебного зеркала. Он владеет изогнутым кинжалом сюрикэн и является укротителем змей. По приказу отца он попытался убить Апис, но предположительно был убит последней и провалился сквозь землю, оставив свое местонахождение неизвестным. Он посылает Кагэ сопровождать Боджи и помочь тому стать сильнее.
Сэйю: Юдзи Уэда

## Медиа

### Манга
«Рейтинг королей» написана и проиллюстрирована Сосукэ Токой. Изначально публиковалась автором на любительском сайте Manga Hack с мая 2017 года, а позже издана в виде танкобонов издательством Enterbrain. По состоянию на 12 августа 2022 года выпущено 14 томов.
| №  | Дата публикации      | ISBN                   |
| -- | -------------------- | ---------------------- |
| 1  | 12 февраля 2019 года | ISBN 978-4-04-735517-0 |
| 2  | 12 февраля 2019 года | ISBN 978-4-04-735518-7 |
| 3  | 12 апреля 2019 года  | ISBN 978-4-04-735599-6 |
| 4  | 12 июня 2019 года    | ISBN 978-4-04-735684-9 |
| 5  | 10 августа 2019 года | ISBN 978-4-04-735719-8 |
| 6  | 12 декабря 2019 года | ISBN 978-4-04-735807-2 |
| 7  | 11 апреля 2020 года  | ISBN 978-4-04-735854-6 |
| 8  | 12 августа 2020 года | ISBN 978-4-04-736228-4 |
| 9  | 11 декабря 2020 года | ISBN 978-4-04-736458-5 |
| 10 | 12 апреля 2021 года  | ISBN 978-4-04-736602-2 |
| 11 | 12 августа 2021 года | ISBN 978-4-04-736743-2 |
| 12 | 10 декабря 2021 года | ISBN 978-4-04-736868-2 |
| 13 | 12 апреля 2022 года  | ISBN 978-4-04-737007-4 |
| 14 | 12 августа 2022 года | ISBN 978-4-04-737154-5 |

### Аниме
Адаптацией манги занималась студия Wit Studio, телесериал транслировался с 15 октября 2021 года по 25 марта 2022 года на Fuji TV в блоке NoitaminA. Режиссером сериала стал Ёсукэ Хатта, Таку Кисимото курировал сценарий, Ацуко Нодзаки отвечал за дизайн персонажей, музыку к сериалу сочинила MAYUKO (Yūmao). King Gnu исполнил первую вступительную тему «BOY», в то время как Yama исполнила первую завершающую тему «Oz». Vaundy исполнил вторую вступительную тему «Hadaka no Yūsha», тогда как Milet исполнил вторую завершающую тему «Flare» (вспышка).
| Список серий | Список серий                                                                     | Список серий         |
| № серии      | Название                                                                         | Трансляция в Японии  |
| ------------ | -------------------------------------------------------------------------------- | -------------------- |
| 1            | Новое платье принца «Hadaka no Ōji» (裸の王子)                                   | 15 октября 2021 года |
| 2            | Принц и Кагэ «Ōji to Kage» (王子とカゲ)                                          | 22 октября 2021 года |
| 3            | Новый король «Atarashii Kokuō» (新しい国王)                                      | 29 октября 2021 года |
| 4            | Его первое путешествие «Hajimete no Tabi» (初めての旅)                           | 5 ноября 2021 года   |
| 5            | Переплетающиеся Сюжеты «Karamiau Inbō» (からみあう陰謀)                          | 12 ноября 2021 года  |
| 6            | Король подземного царства «Meifu no Ō» (冥府の王)                                | 19 ноября 2021 года  |
| 7            | Ученичество принца «Ōji no Deshiiri» (王子の弟子入り)                            | 26 ноября 2021 года  |
| 8            | Жертва мечты «Yume no Ikenie» (夢のいけにえ)                                     | 3 декабря 2021 года  |
| 9            | Королева и щит «Ōhi to Tate» (王妃と盾)                                          | 10 декабря 2021 года |
| 10           | Меч принца «Ōji no Ken» (王子の剣)                                               | 17 декабря 2021 года |
| 11           | Старший и младший брат «Ani to Otōto» (兄と弟)                                   | 24 декабря 2021 года |
| 12           | По следам войны «Tatakai no Ashioto» (戦いの足音)                                | 7 января 2022 года   |
| 13           | Королевство в смятении «Ōkoku no Midare» (王国の乱れ)                            | 14 января 2022 года  |
| 14           | Возвращение принца «Ōji no Kikan» (王子の帰還)                                   | 21 января 2022 года  |
| 15           | Указ подземного царства «Meifu Kishidan» (冥府騎士団)                            | 28 января 2022 года  |
| 16           | Королевское величество «Ō no Igen» (王の威厳)                                    | 4 февраля 2022 года  |
| 17           | Проклятие бессмертия «Fushi no Noroi» (不死の呪い)                               | 11 февраля 2022 года |
| 18           | Битва с богами «Kamigami to no Arasoi» (神々との争い)                            | 18 февраля 2022 года |
| 19           | Последний бастион «Saigo no Toride» (最後の砦)                                   | 25 февраля 2022 года |
| 20           | 'Бессмертный' против 'Непобедимого' «“Fujimi” tai ”Muteki”» (“不死身” 対 ”無敵”) | 4 марта 2022 года    |
| 21           | Искусство владения мечом короля «Ō no Ken» (王の剣)                              | 11 марта 2022 года   |
| 22           | Обещание демону «Majin to no Yakusoku» (魔神との約束)                            | 18 марта 2022 года   |
| 23           | Король и солнце «Ōsama to Taiyō» (王様と太陽)                                    | 25 марта 2022 года   |

## Критика

### Манга
Рейтинг королей занял 6-е место на Tsutaya Comic Awards 2019 года, а также 5-е место — на Manga Shimbun Taishō 2019.

### Аниме
В Китае аниме получило признание зрителей за свою трогательную историю. Шоу набрало почти 48 миллионов просмотров на Bilibili уже после выхода всего 4 серий.